# Fontaine de Léda

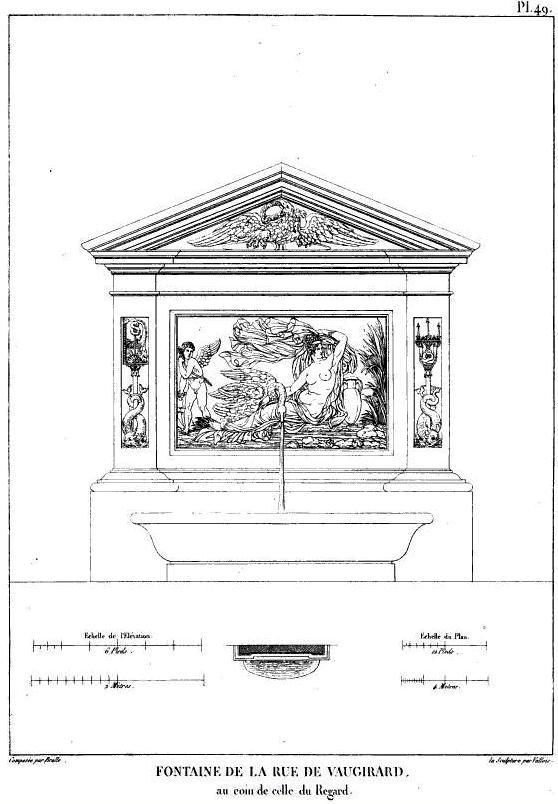
Élévation et plan de la fontaine avant son déplacement.

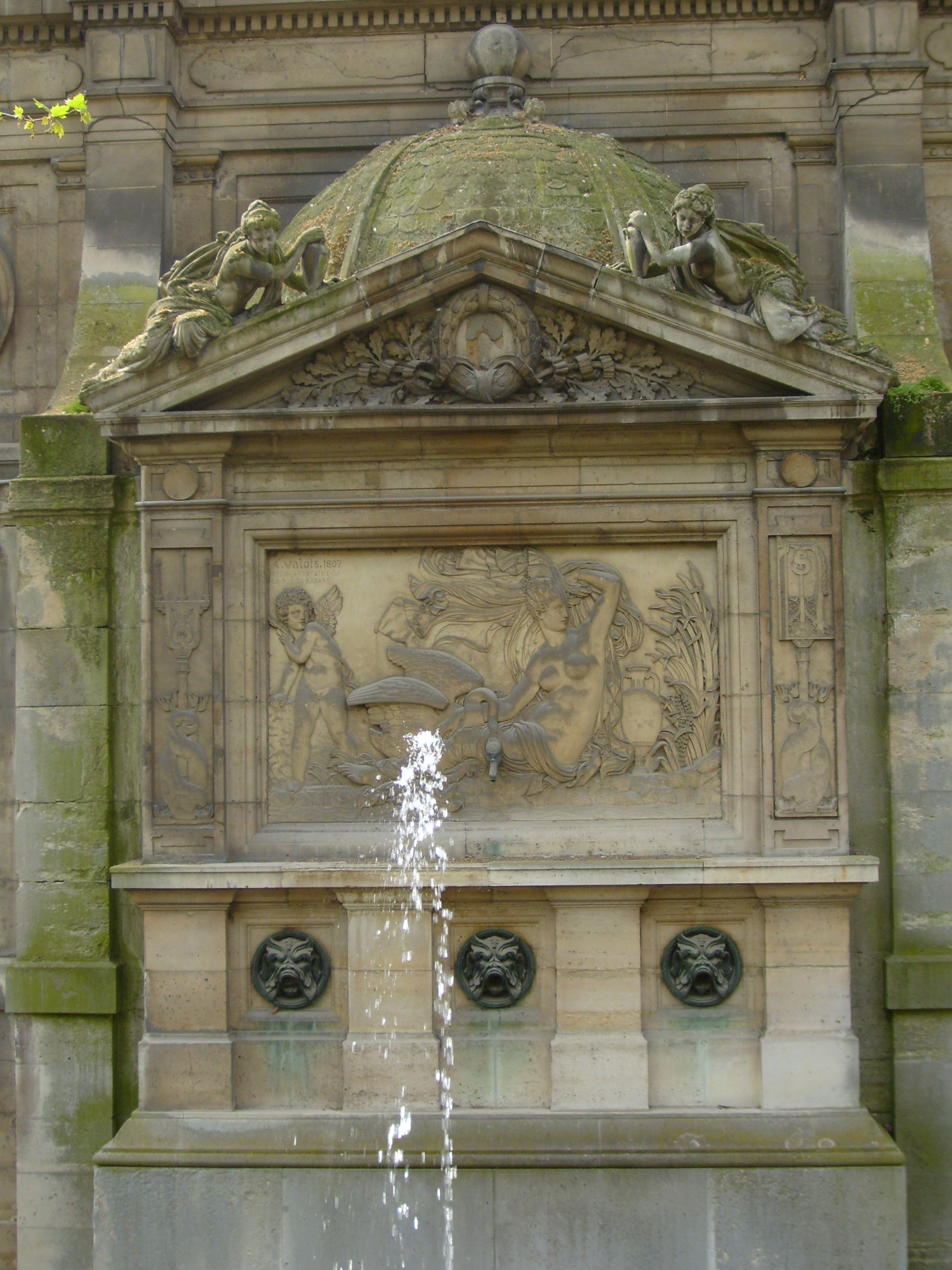
La fontaine à son emplacement actuel.

La fontaine de Léda (autrefois appelée fontaine de la rue de Vaugirard, ou fontaine du Regard) est une fontaine parisienne datée de 1807 qui a subi un déplacement.

## Histoire: précédent emplacement et déplacement
Sous le Premier Empire, un décret impérial du 2 mai 1806 ordonne la création de quinze nouvelles fontaines parisiennes.
François-Jean Bralle, ingénieur hydraulique de la ville de Paris, est l'auteur de plusieurs de ces fontaines néoclassiques, telles que la fontaine du Fellah, la fontaine du Palmier et la fontaine Censier.
Comme pour cette dernière, c'est Achille Valois, un élève de Chaudet, qui est chargé de réaliser le décor sculptural de la fontaine conçue par Bralle.
Elle a été construite au bout de la  rue du Regard, à l'angle de la rue de Vaugirard, avant d'être déplacée et remontée au dos de la fontaine Médicis. Elle était appelée fontaine du Regard, ce nom provenait d'un ancien regard d'une fontaine. Adossée à un mur, la fontaine était surmontée par un fronton triangulaire décoré d'une aigle, symbole ambivalent du Premier Empire et du dieu romain Jupiter. C'est en effet ce dernier, transformé en cygne, qui crachait l'eau de la fontaine.
En 1856, lors du percement de la rue de Rennes dans le cadre des travaux d'Haussmann, la fontaine fut démontée. Donnée au Sénat par le préfet de la Seine, elle fut remontée entre les contreforts placés à l'arrière de la fontaine Médicis, qui devait elle aussi être déplacée de trente mètres (en direction du palais du Luxembourg) en raison de l'ouverture de la rue de Médicis.
À l'issue des travaux (1862) dirigés par l'architecte du Sénat, Alphonse de Gisors, la fontaine fut dotée d'un nouveau soubassement (à quatre pilastres encadrant trois mascarons en bronze), d'un nouveau fronton flanqué de deux nymphes allongées dues au ciseau de Jean-Baptiste-Jules Klagmann (1810-1862), et d'une demi-coupole destinée à la raccorder visuellement à la face arrière de la fontaine Médicis, seul le bas-relief représentant Léda et le cygne a été conservé de l'ancienne fontaine de 1807.

## Description  actuelle
Encadré par des pilastres décorés de dauphins enlaçant de leurs queues les instruments de Neptune (trident, gouvernail), le bas-relief central représente Léda, allongée au bord de l'Eurotas, qui caresse, sous le regard de Cupidon, le cou (en haut-relief) d'un cygne au bec de bronze d'où l'eau jaillissait dans un bassin semi-elliptique.

## Galerie

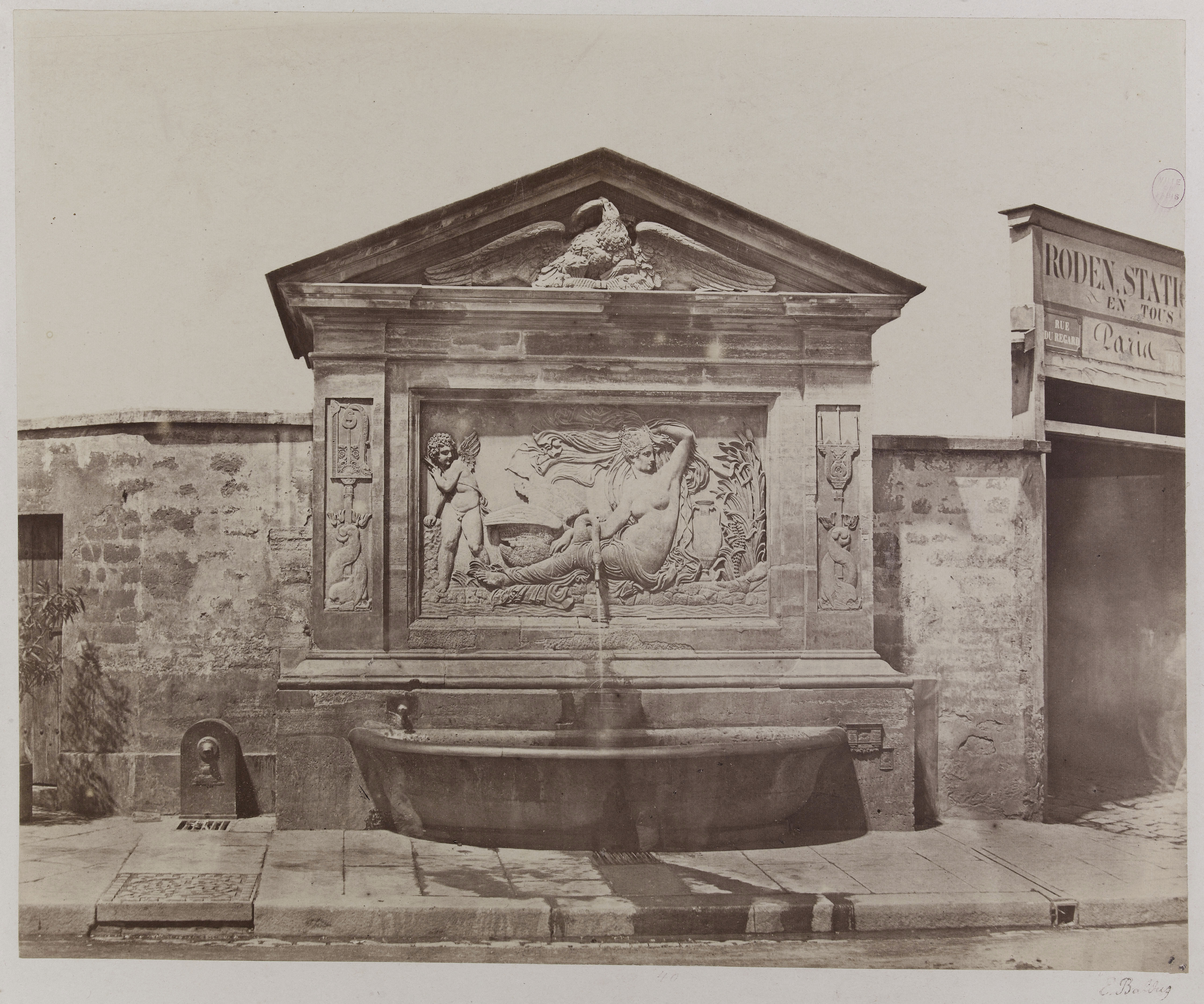
La fontaine à son emplacement d'origine rue du Regard.
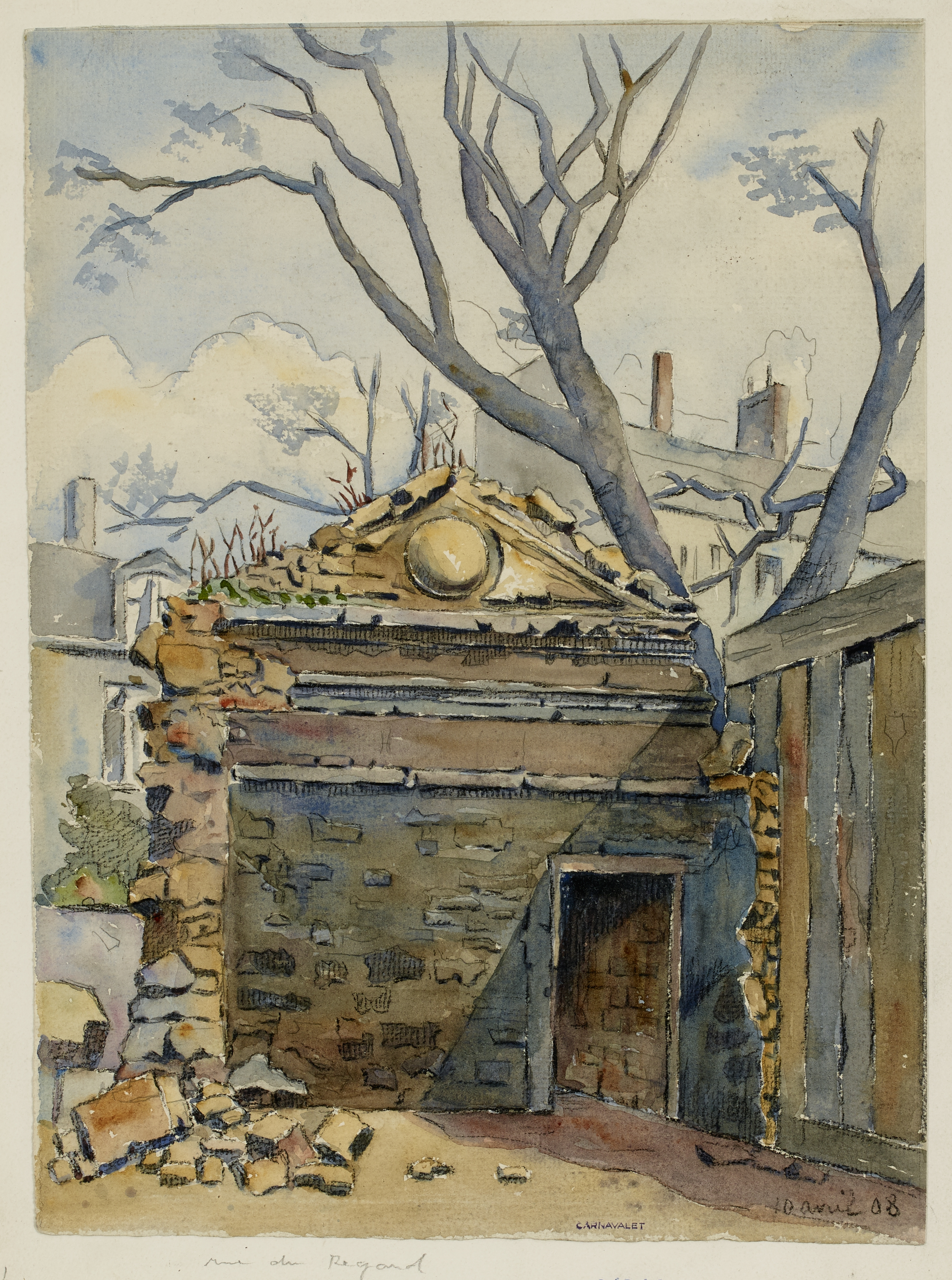
Restes de la fontaine rue du Regard après la dépose des sculptures.
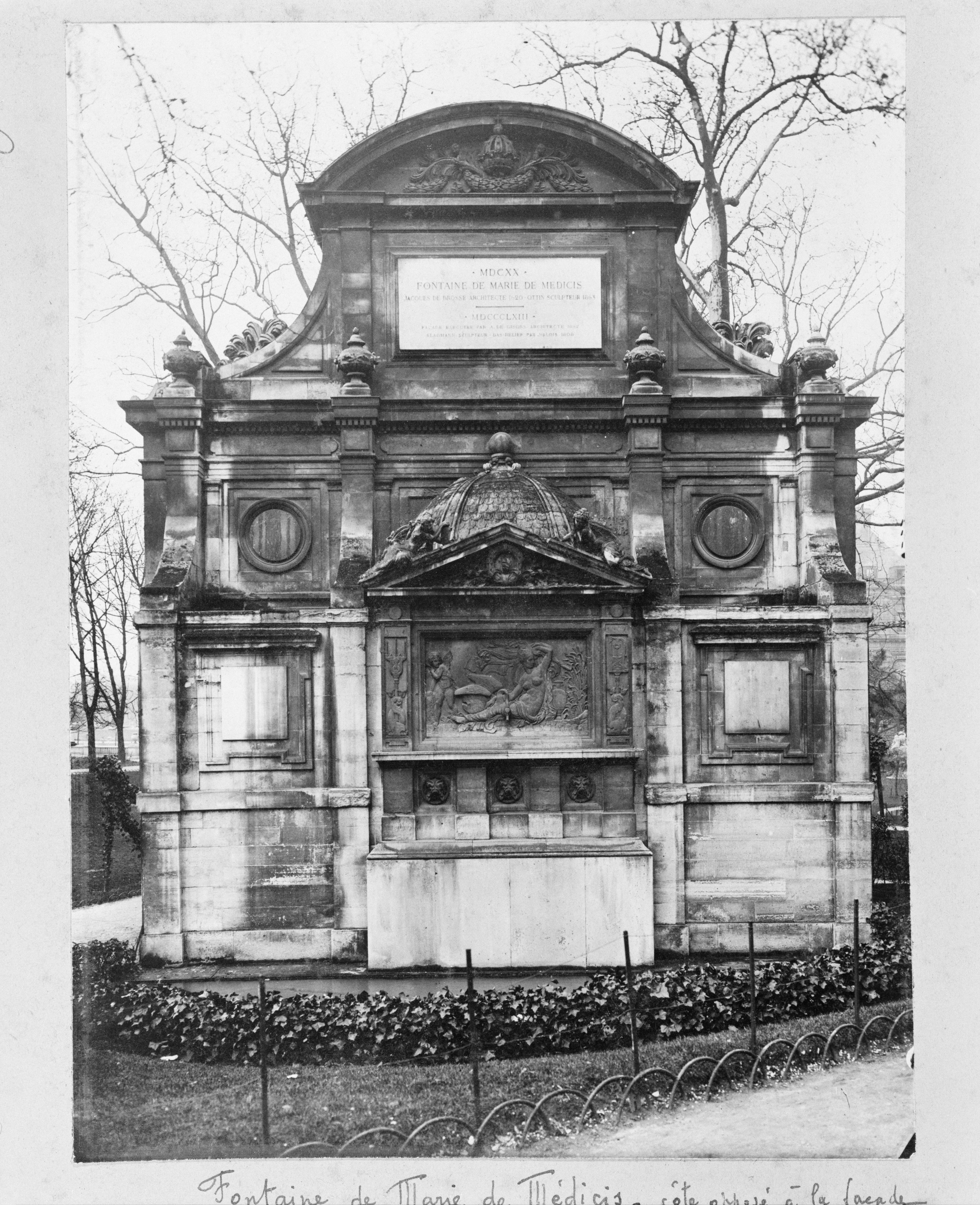
La fontaine adossée à la fontaine Médicis (années 1900).
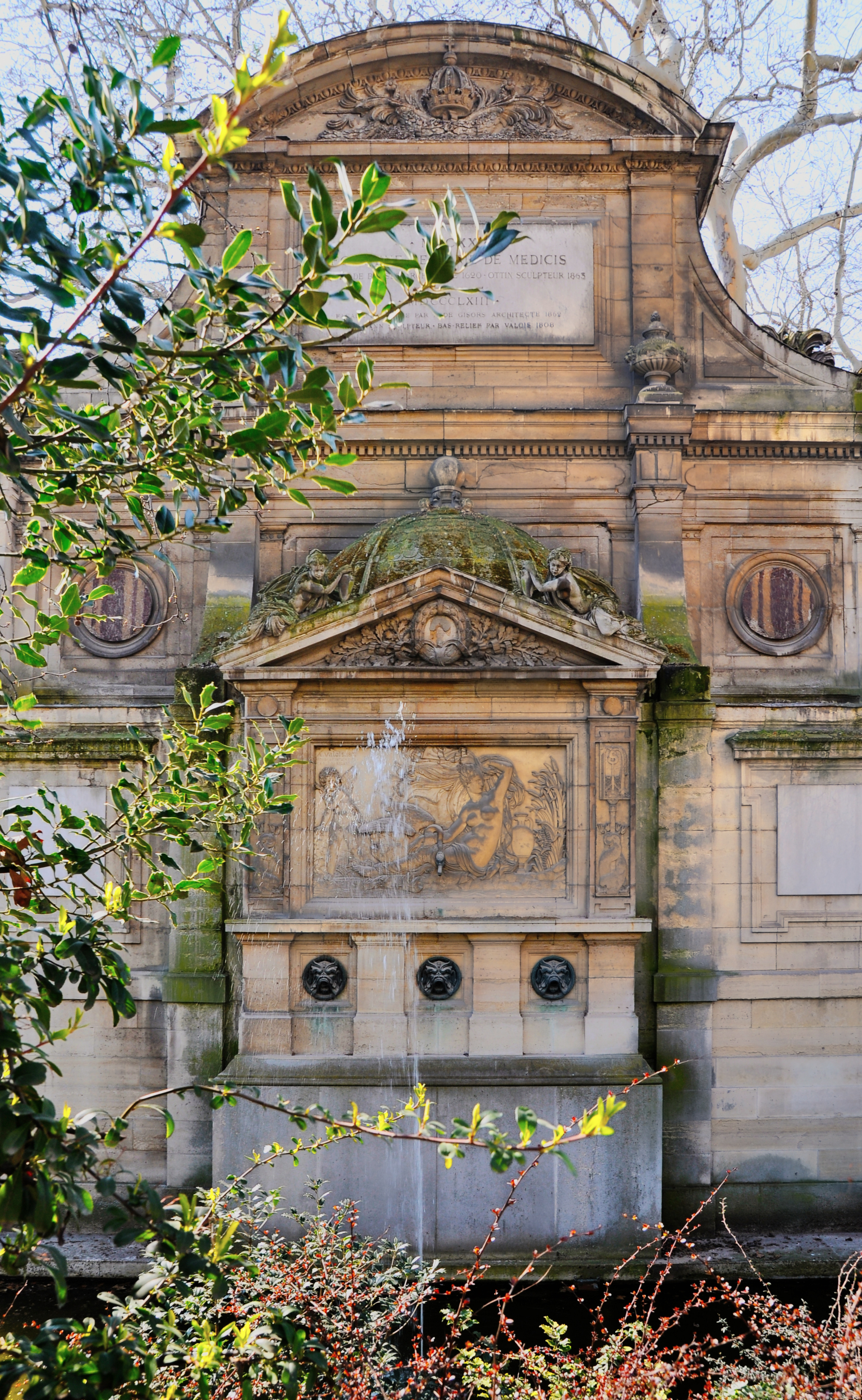
La fontaine de nos jours.
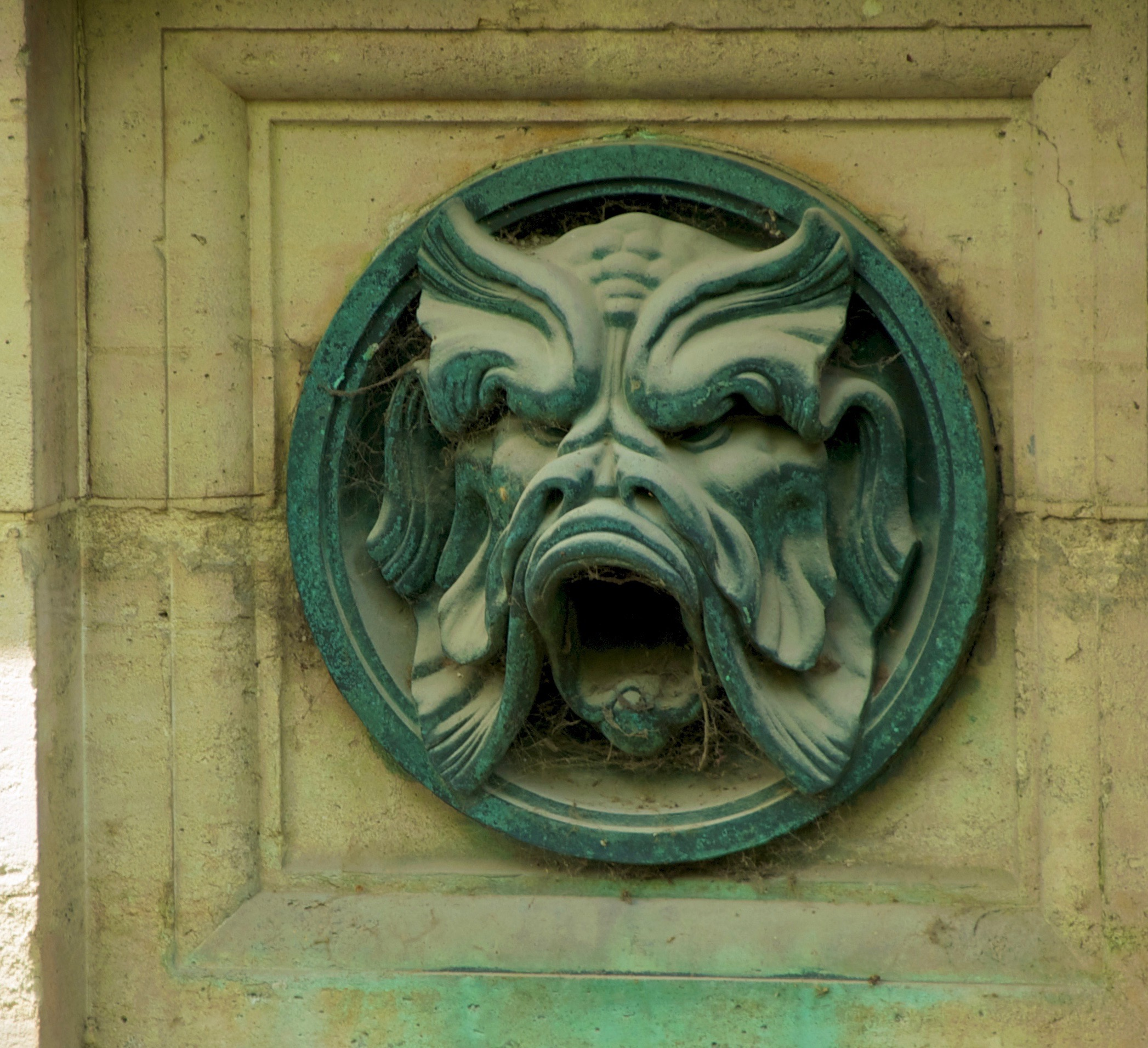
Détail d'une des trois bouches d'eau.